# Leão Maria Tavares Rosado do Sacramento Monteiro
Leão Maria Tavares Rosado do Sacramento Monteiro (Nelas, 13 de janeiro de 1920 —  Parede, 26 de fevereiro de 2005, também conhecido por Sacramento Monteiro, foi um oficial superior da Armada Portuguesa e administrador colonial, que, entre outros cargos de relevo, foi governador de Cabo Verde de 1963 a 1969 e Subsecretário de Estado e depois Secretário de Estado da Administração Ultramarina.

## Biografia
Nascido em Nelas, distrito de Viseu, a 13 de Janeiro de 1920, o comandante Leão do Sacramento Monteiro distinguiu-se igualmente como profundo conhecedor de Timor-Leste, onde entre 1950 e 1955, foi capitão dos portos daquele território. Foi governador da Província de Cabo Verde (1963 a 1969).
Entrando no governo em janeiro de 1970, como subsecretário de Estado da Administração Ultramarina, Leão do Sacramento Monteiro foi promovido, dois anos depois, a secretário de Estado.
Posteriormente voltou ao Estado-Maior da Armada, no âmbito da Comissão de Direito Marítimo Internacional.
Casou com Elsa Maria José de Sena Fernandes, a 12 de setembro de 1951, em Macau.